# Аполитичность
Аполити́чность, аполи́тизм (с греч. — «а» — отрицательная частица + политика) — отрицательное или безразличное отношение к политике, либо уклонение и отказ от участия в общественно-политической жизни (при этом отказ от политического участия не всегда гарантирует отказ от участия в общественной жизни). Аполитичность характерна для общества, в котором ограничивается влияние широких масс на деятельность политиков, партий, государства и его учреждений.
Одно из проявлений аполитичности — абсентеизм, то есть уклонение избирателей от участия в выборах представительных органов (за исключением тех ситуаций, когда бойкот выборов является активной политической позицией). В сленге - олифиризм.